# ساشا إيليك (لاعب كرة قدم)
ساشا إيليك (بالإنجليزية: Saša Ilić)‏ هو لاعب كرة قدم أسترالي في مركز حراسة المرمى، ولد في 18 يوليو 1972 في ملبورن في أستراليا. شارك مع منتخب صربيا والجبل الأسود لكرة القدم. أما مع النوادي، فقد لعب مع تشارلتون أثلتيك ورادنيتشكي نيش وزالايغيرزيغي تورنا إغيليت وليدز يونايتد ونادي أبردين ونادي بارنسلي ونادي بلاكبول ونادي بوراتس بانيا لوكا ونادي بورتسموث ووست هام يونايتد.

## وصلات خارجية
- ساشا إيليك على موقع الاتحاد الدولي (مؤرشف)  (الإنجليزية)
- ساشا إيليك على موقع قاعدة بيانات كرة القدم.إي يو (الإنجليزية)
- ساشا إيليك على موقع ناشيونال فوتبول تيمز (الإنجليزية)
- ساشا إيليك على موقع Soccerbase.com (لاعب) (الإنجليزية)
- ساشا إيليك على موقع عالم كرة القدم.نت (الإنجليزية)